# 10213 Koukolík
10213 Koukolík là một tiểu hành tinh vành đai chính với chu kỳ quỹ đạo là 1387.5759380 ngày (3.80 năm).
Nó được phát hiện ngày 10 tháng 9 năm 1997.